# Акбастауский сельский округ (Карагандинская область)
Акбастау́ский се́льский о́круг (каз. Ақбастау ауылдық округі) — административная единица в составе Абайского района Карагандинской области Казахстана. Административный центр — село Акбастау.
Население — 579 человек (2009; 958 в 1999, 1500 в 1989).
По состоянию на 1989 год существовал Акбастауский сельский совет в составе сёл Акбастау, Калинино, Ленино, Тихоновка и Топорки. До 2007 года ликвидированы сёла Калинино, Ленино, Тихоновка и Топорки.

## Состав
В состав округа входили следующие населённые пункты:
| Населённый пункт | Население, человек (1989) | Население, человек (1999) | Население, человек (2009) |
| ---------------- | ------------------------- | ------------------------- | ------------------------- |
| Акбастау, село   | 818                       | 653                       | 579                       |
| Калинино, село   | 291                       | 152                       | -                         |
| Ленино, село     | 211                       | 44                        | -                         |
| Тихоновка, село  | 171                       | 19                        | -                         |
| Топорки, село    | 9                         | -                         | -                         |